# Hilary Gehman
Hilary Gehman (Shirley, 15 de agosto de 1971) es una deportista estadounidense que compitió en remo.
Ganó una medalla de bronce en el Campeonato Mundial de Remo de 2001, en la prueba de cuatro scull. Participó en dos Juegos Olímpicos de Verano, ocupando el quinto lugar en Sídney 2000 y el quinto en Atenas 2004, en la misma prueba.

## Palmarés internacional
| Campeonato Mundial | Campeonato Mundial | Campeonato Mundial | Campeonato Mundial |
| Año                | Lugar              | Medalla            | Prueba             |
| ------------------ | ------------------ | ------------------ | ------------------ |
| 2001               | Lucerna (Suiza)    | Medalla de bronce  | Cuatro scull       |